# Ram Baran Yadav
Ram Baran Yadav, nepali: रामवरण यादव (født 4. februar 1948 i landsbyen Safahi, Dhanusha District) er en Nepalesisk politiker og tidligere præsident i Nepal. Han er uddannet læge og var tidligere generalsekretær for Nepals næststørste parti, Nepali Congress, men blev den 21. juli 2008 valg til posten som Nepals første præsident ved det første præsidentvalg i Nepal efter afskaffelsen af monarkiet. Han var præsident frem til 2015.
Under første runde i præsidentvalget, som foregik 19. juli 2008 som en hemmelig afstemning blandt de 601 medlemmer af det forfatningsgivende parlament, valg den 10. april 2008 fik Yadav i alt 294 ud af de afgivne 578 stemmer, mens hans rival Ram Raja Prasad Singh indstillet af maoisterne fik 282 stemmer. Ved næste runde, den 21. juli fik har i alt 308 stemmer og opnåede dermed valg.
Yadav var sundhedsminister i G.P. Koiralas Nepali Congress regering i såvel 1991-94 som i 1999.

## References
1. ↑  Navnet er anført på engelsk og stammer fra Wikidata hvor navnet endnu ikke findes på dansk.
2. ↑  Navnet er anført på engelsk og stammer fra Wikidata hvor navnet endnu ikke findes på dansk.
3. ↑  Navnet er anført på engelsk og stammer fra Wikidata hvor navnet endnu ikke findes på dansk.
4. ↑  Dr Yadav becomes Nepal's first president (Webside ikke længere tilgængelig)
5. ↑  Nepal assembly fails to elect first president: state media – AFP 19.juli 2008